# Zeughaus (Mannheim)

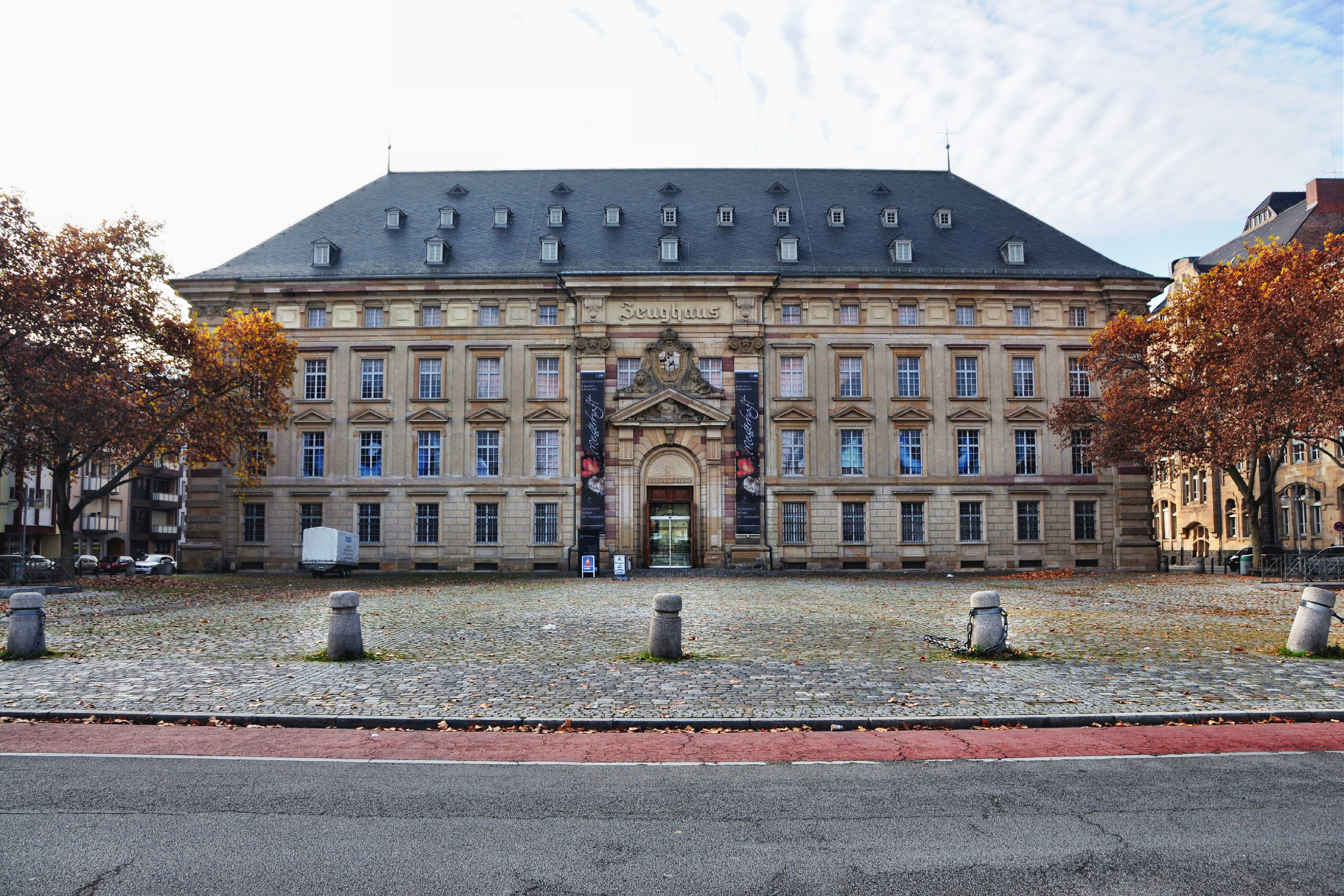
Zeughaus Mannheim

Das Mannheimer Zeughaus beherbergt heute einen Teil der Reiss-Engelhorn-Museen. Nach umfangreichem Umbau und Neugestaltung wurde das Museum am 24. Januar 2007 wieder eröffnet. Es befindet sich auf dem Quadrat C 5 der Mannheimer Innenstadt.

## Geschichte

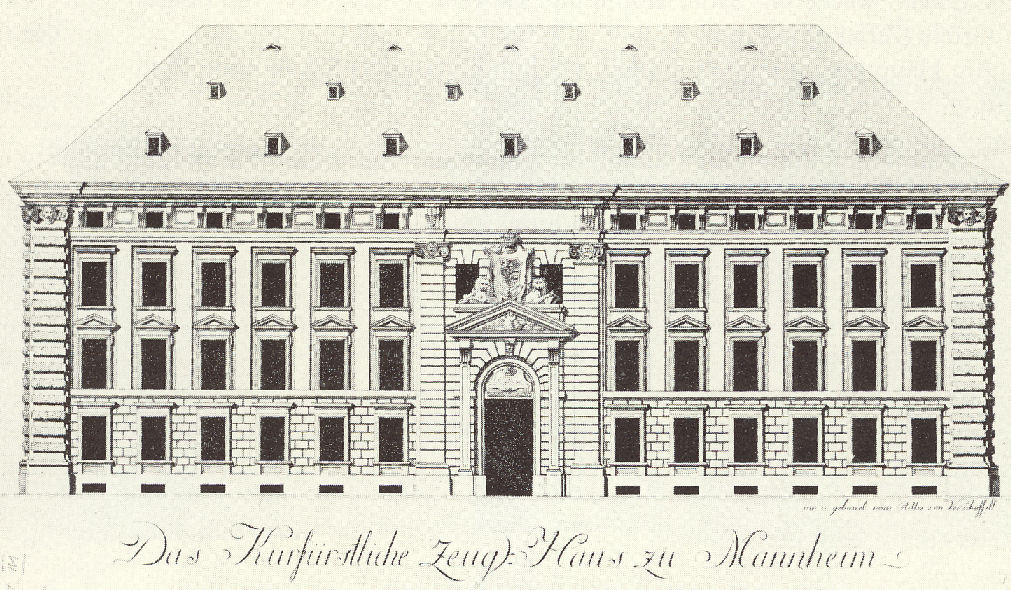
Zeughaus Mannheim

Von Kurfürst Karl Theodor 1777 als Zeughaus für das pfälzische Heer in Auftrag gegeben und 1777–1779 nach Plänen des Architekten und Bildhauers Peter Anton von Verschaffelt erbaut, wurde das Gebäude später auch als Kaserne und Gewerbehalle benutzt. Es ist der zuletzt entstandene Monumentalbau der Kurfürstenzeit in Mannheim und gilt auch überregional als wichtiges Zeugnis weltlicher Architektur zwischen Spätbarock und Frühklassizismus.
Im 19. Jahrhundert diente das Zeughaus als Kaserne, 1901 ging das Gebäude in den Besitz der Stadt Mannheim über und beherbergte ab 1903 eine Gewerbehalle und das Leihamt Mannheim. Bereits 1908 wurde das Gebäude museal genutzt, ab 1925 war im Erdgeschoss das Museum für Natur- und Völkerkunde und Urgeschichte untergebracht. 
Im Zweiten Weltkrieg erlitt das Gebäude erhebliche Schäden, die ab 1946 zunächst durch ein Notdach schrittweise behoben wurden. Seit 1949 stand das erste Obergeschoss als Museum wieder zur Verfügung. Ab 1952 war die Stadtgeschichtlichen Sammlung im Hofgebäude des Zeughauses aufgestellt. 1953 beschloss der Mannheimer Gemeinderat die Einrichtung eines neuen Museums im Zeughaus, des Reiss-Museums, mit Mitteln aus der Stiftung der Geschwister Carl (1843–1914) und Anna Reiß (1836–1915). Nach umfangreichen Sanierungen und Aufbauarbeiten wurde am 21. Januar 1957 das Reiss-Museum eingeweiht.
Nach der Fertigstellung eines Neubaus für die archäologischen sowie die natur- und völkerkundlichen Sammlungen auf dem benachbarten Quadrat D5 1988 beherbergte das Zeughaus fortan eine theater- und musikgeschichtliche Sammlung sowie andere kunstgeschichtliche Sammlungen, aber auch eine Ausstellung zur Mannheimer Stadtgeschichte.
Im März 2002 beschloss der Mannheimer Stadtrat die Sanierung und Modernisierung des vom Verfall bedrohten Zeughauses. Aufgrund erheblicher baulicher Mängel und unvertretbarer Klimaschwankungen wurde im April 2003 die Generalsanierung und museale Neueinrichtung des Museum Zeughaus begonnen und pünktlich zum 400-jährigen Stadtjubiläum am 24. Januar 2007 abgeschlossen. 17,32 Millionen Euro hat die Sanierung und Neukonzeption der Sammlungen gekostet. Auf einer Ausstellungsfläche von 6000 Quadratmetern wurden modernste Museumstechnik und Medieninstallationen in Verbindung mit neuen Ausstellungskonzepten verwirklicht.

## Ausstellungen

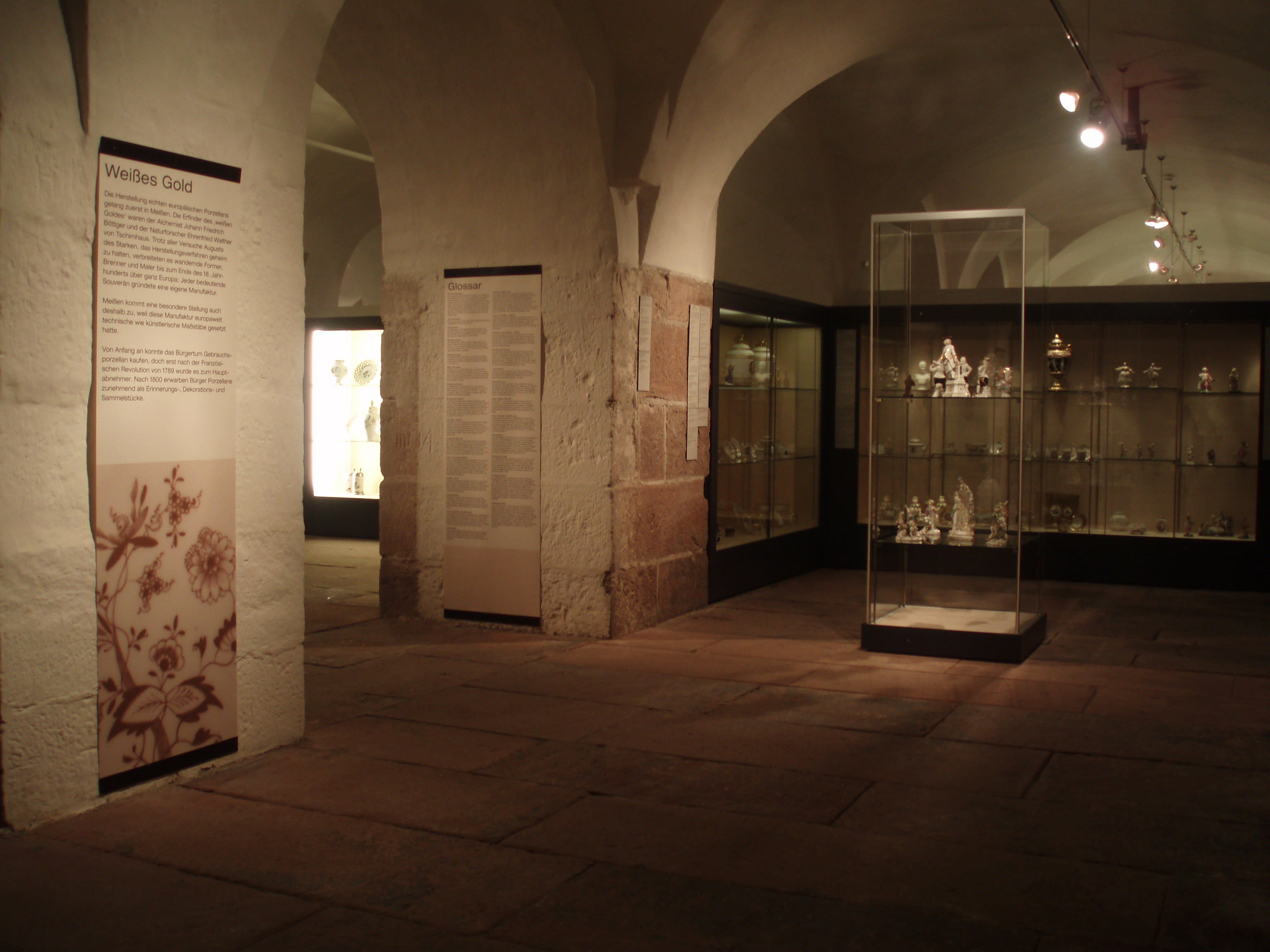
Porzellankabinett im historischen Gewölbe des Zeughauses, 2007

Die Ausstellung Glanz der Antike präsentiert dem Besucher im Untergeschoss Ausstellungsstücke aus dem Altertum, von den Hochkulturen des Nahen Ostens bis zur Spätantike. Die Exponate haben einen Schwerpunkt auf insbesondere der griechisch-antiken, etruskischen und römischen Epoche. Zur Sammlung gehört beispielsweise die Namenvase des Mannheimer Malers. Im Erdgeschoss, dem Eingangsbereich, befinden sich die Schatzkammer mit sakralen Kunstwerken und die Porzellansammlung mit einem großen Anteil von Stücken der Frankenthaler Porzellanmanufaktur.
Der Heinrich-Vetter-Saal im ersten Obergeschoss wird für Sonderausstellungen genutzt. Die Gemälde-, Grafik-, Uhren-, Kleidungs- und Möbelsammlung befindet sich im zweiten Obergeschoss. Zudem wird dort eine Ausstellung zum Thema Sammelrausch gezeigt.
Auf die Stadtgeschichte Mannheims und den Naturraum des Stadtgebiets, sowie die umfangreiche Theatergeschichte, wird im dritten Obergeschoss eingegangen. Die Theaterschausammlung zeigt u. a. das Original-Soufflierbuch zu Die Räuber von Friedrich Schiller aus dem Jahre 1782. Im vierten Obergeschoss befindet sich die Musikinstrumentesammlung und das Forum Internationale Photographie.

## Sonderausstellungen (Auswahl)
- Mumien – Der Traum vom ewigen Leben (30. September 2007 – 24. März 2008)
- Die Staufer und Italien – Drei Innovationsregionen im mittelalterlichen Europa (19. September 2010 – 20. Februar 2011)
- Sammeln! Die Kunstkammer des Kaisers in Wien (26. Februar 2012 – 2. September 2012)
- Die Wittelsbacher am Rhein – Die Kurpfalz und Europa (8. September 2013 – 2. März 2014)
- Barock – Nur schöner Schein? (11. September 2016 – 19. Februar 2017)
- Die Päpste und die Einheit der lateinischen Welt (21. Mai 2017 – 26. November 2017)
- Reformation! Der Südwesten und Europa (29. Oktober 2017 – 2. April 2018)
- Mumien – Geheimnisse des Lebens (16. September 2018 – 31. März 2019)
- Javagold – Pracht und Schönheit Indonesiens (15. September 2019 – 13. April 2020)

→ Siehe auch: Sonderausstellungen der Reiss-Engelhorn-Museen